# Guerra de Transnistria
La guerra de Transnistria fue una serie de conflictos armados a pequeña escala que estallaron entre la Guardia Republicana de Transnistria, milicianos y unidades cosacas, apoyadas por el 14.º ejército ruso y la policía y ejército de Moldavia, comenzando en noviembre de 1990 en Dubăsari (en ruso: Дубоссáры, romanizado: Dubossary). La guerra se intensificó el 1 de marzo de 1992, coincidiendo con el acceso de la recién independizada Moldavia a las Naciones Unidas, y, alternándose con algunos periodos de alto el fuego, duró toda la primavera hasta el comienzo del verano de 1992, cuando un alto el fuego definitivo que ha sido respetado hasta ahora fue declarado el 21 de julio.

## Antecedentes

### Históricos
Antes de la ocupación soviética de Besarabia y Bukovina del Norte y la creación de la RSS de Moldavia en 1940, la parte besarabia de Moldavia, es decir la parte situada al oeste del río Dniéster (en rumano: Nistru), pertenecía a Rumania (1918 - 1940). El Pacto Ribbentrop-Mólotov entre la Unión Soviética y la Alemania nazi, que resultaron en los hechos acaecidos en 1940, fueron denunciados por la actual Moldavia como "nulos e inválidos"  en su Declaración de independencia de 1991. Sin embargo, tras la disolución de la Unión Soviética, los cambios territoriales que habían devenido del mismo seguían vigentes.
Antes de la creación de la RSS de Moldavia, la actual Transnistria formaba parte de la RSS de Ucrania, como una república autónoma llamada República Autónoma Socialista Soviética de Moldavia, con Tiráspol como capital (1924 - 1940). Esta república es aproximadamente el 10% del territorio moldavo.

### Políticos
A finales de la década de 1980, la situación política de la Unión Soviética estaba cambiando debido a las políticas de Gorbachov como la perestroika y la glásnost, que permitían cierta liberalización política en el nivel regional (de república). En la RSS de Moldavia, como en otras partes de la Unión donde los rusos eran una minoría étnica, los partidos que propugnaban un renacer nacional se convirtieron en la mayor fuerza política. Sin embargo, algunos rusos vieron estas tendencias como manifestaciones de un nacionalismo exclusivista. Esta oposición a las nuevas corrientes políticas se manifestaron de forma más palpable en Transnistria, donde, al contrario del resto de la RSS de Moldavia, los ciudadanos de etnia rumana (39,9%) eran minoría frente a la mayoría eslava de rusos y ucranianos (53,8%) según datos del censo de 1989 en Transnistria.
Desde septiembre de 1989, se produjeron fuertes protestas en la región en contra de los movimientos nacionalistas del gobierno central. Mientras que algunos creen que la combinación de una historia distinta (especialmente en el periodo entre 1918 y 1940) y del miedo de los moldavos a ser discriminados fue la que dio lugar a los deseos separatitas, otros piensan que las tensiones estrictamente étnicas no pueden explicar completamente el conflicto. Según John Mackinlay y Peter Cross, quienes llevaron a cabo un estudio basado en los informes de bajas, un número significativo tanto de transnistrios como de moldavos lucharon juntos en ambos bandos de la guerra. Por ello, sugieren que el conflicto es de naturaleza mayormente política.
El 31 de agosto de 1989, el Sóviet Supremo de la RSS de Moldavia aprobó dos leyes. Una de ellas hacía del moldavo lengua oficial, en lugar del ruso, que era la lengua oficial de toda la Unión Soviética. La segunda ley aprobaba el regreso del alfabeto rumano de tipo latino. El término idioma moldavo era usado en la antigua Unión Soviética para describir el idioma rumano hablado en la RSS de Moldavia entre los años 1940 y 1989.
El 27 de abril de 1990, el Sóviet Supremo de la RSS de Moldavia adoptó la bandera tricolor tradicional (azul, amarillo y rojo) con el escudo moldavo y cambió el himno nacional al Deșteaptă-te, române!, la canción revolucionaria de 1848 que también había sido el himno de Rumania antes de 1946 y después de 1989. A finales del mismo año (1990), las palabras Socialista y Soviética fueron eliminadas del nombre del país, que pasó a llamarse "República de Moldavia". Estos hechos, junto al fin del dominio comunista en la vecina Rumania en diciembre de 1989 y la apertura parcial de la frontera entre Moldavia y Rumania el 6 de mayo de 1990, hicieron que muchos en Moldavia creyesen que la unión entre Rumania y Moldavia era inevitable, lo que significaba que el ruso nunca volvería a ser lengua oficial. En el momento del estallido de la guerra, la mayoría en ambos bandos de Moldavia pensaban que, en un futuro cercano, Moldavia se reuniría a Rumania, dejando a la minoría rusa alienada.

## Conflicto político
Las leyes sobre el idioma presentaban un problema particularmente peliagudo, ya que una gran proporción de la población no rumana de la RSS de Moldavia no hablaban rumano. El problema del idioma oficial en la RSS de Moldavia se había convertido en un nudo gordiano, siendo exagerado y, quizá, politizado intencionadamente. Algunos describían las nuevas leyes como "discriminatorias", criticando su rápida implantación. Otros, sin embargo, se quejaban de que las leyes no se cumplían.
Los diferentes antecedentes históricos antes de 1940, las diferencias étnicas, la composición social (hasta un tercio de la población de Transnistria eran emigrantes recién llegados de otras regiones de la antigua URSS), las diferencias socioeconómicas (había un mayor número de trabajadores industriales y calificados en Transnistria que en el resto de Moldavia) y el trasfondo político, dieron pie al resurgir de los sentimientos separatistas.
Aunque todavía no era independiente, las protestas de Transnistria frente al gobierno central iban acompañadas de movimientos políticos a favor de una mayor autonomía y autogobierno en los asuntos locales. La policía moldava llevó a cabo su primera acción contra los separatistas el 12 de junio de 1990 en Dubăsari, como respuesta a unas decisiones que hubiesen aislado de forma efectiva a partes de Transnistria respecto del gobierno central.
El 2 de septiembre de 1990, se proclama la República Moldava Pridnestroviana (RMP); "Pridnestrovia" es el nombre de Transnistria en ruso. El 22 de diciembre de 1990, el presidente Gorbachov firmó un decreto que declaraba inválidas las decisiones del Segundo Congreso de los Diputados de Transnistria del 2 de septiembre. Durante dos meses, las autoridades moldavas se abstuvieron de tomar medidas contra esta proclamación. Transnistria se convirtió en una de las "repúblicas no reconocidas" que surgieron por toda la URSS, junto a Abjasia, Osetia del Sur y Artsaj. Los hechos que resultaron en la independencia de facto de las otras tres fueron tan similares que algunos aventuraban que podrían ser el resultado del castigo infligido a Moldavia y Georgia por el antiguo aparato soviético debido a su distanciamiento. Aunque prácticamente ningún país ha reconocido a ninguna de las cuatro (sólo Rusia, Venezuela y Nicaragua han reconocido a Osetia del Sur y Abjasia), todas permanecen a día de hoy, manteniendo relaciones oficiales entre ellas.
Tras el fallo del golpe de Estado soviético de 1991, el parlamento moldavo aprobó la Declaración de Independencia de la República de Moldavia. La declaración se refería específicamente al Pacto Mólotov-Ribbentrop, declarándolo "nulo e inválido": reclamaba que las consecuencias políticas y legales del mismo fuesen eliminadas y resaltaba, entre otros hechos, que la unión de Transnistria y la zona oeste de Moldavia, anteriormente rumana, había sido una ocupación carente de cualquier tipo de base legal. La RMP interpretó esta declaración como una disolución efectiva de la unión de ambas riberas del Dniéster de 1940. Sin embargo, Moldavia no estaba de acuerdo con esta idea, ya que una gran parte del territorio ocupado en 1940 por la URSS pertenecía ahora a Ucrania, así que tomó inmediatamente medidas para reafirmar su soberanía sobre la totalidad del territorio de la ahora disuelta RSS de Moldavia.
Por aquel entonces, la República de Moldavia no contaba con su propio ejército, por lo que empezó a crearlo a principios de 1992, coincidiendo con el comienzo de la guerra. El nuevo parlamento moldavo solicitó al extinto gobierno de la URSS "que comiencen las negociaciones con el gobierno moldavo para poner fin a la ocupación ilegal de la República de Moldavia y la retirada de las tropas soviéticas del territorio moldavo".
Cuando, el 29 de agosto de 1991, el líder independentista transnistrio Ígor Smirnov y otros tres diputados llegaron a Kiev, capital de Ucrania, para reunirse con el líder ucraniano Leonid Kravchuk, Smirnov y Andréi Cheban fueron arrestados por la policía moldava e inmediatamente encarcelados en una prisión en Moldavia.
A finales de 1991, la policía de Tiráspol y Rîbniţa juraron lealtad a la RMP.

## Fuerzas

### Bando moldavo

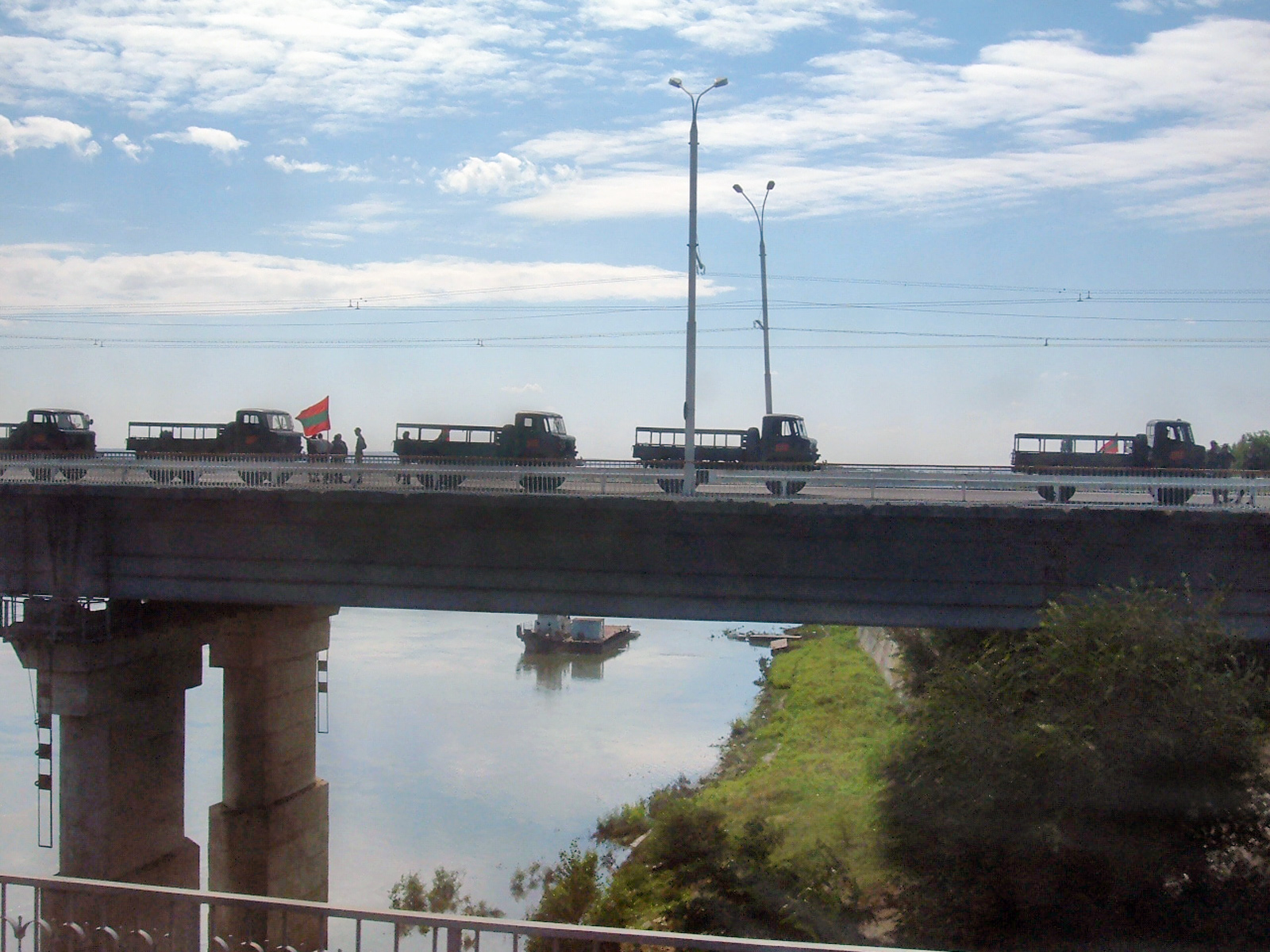
Camiones de la RMP cruzando el puente entre Tiráspol y Bendery

En 1992, Moldavia tenía sus tropas bajo la responsabilidad del Ministerio del Interior. El 17 de marzo de ese mismo año, comenzaron a reclutar efectivos para el recién creado Ministerio de Defensa. En julio de 1992, las fuerzas armadas moldavas se estimaban en un número entre 25.000-35.000, incluyendo policías llamados a filas, reservistas y voluntarios, especialmente provenientes de los pueblos cercanos a la zona del conflicto.
Además de armamento militar soviético heredado tras la independencia, Rumania entregó armas al ejército moldavo. Rumania mandó también consejeros militares que entrenaron a las fuerzas armadas y a la policía moldava, así como voluntarios para ayudar a Moldavia en la guerra.

### Bando transnistrio
Por otra parte, el 14.º ejército ruso, situado en territorio moldavo, apoyó al bando transnistrio con 14.000 soldados profesionales. Las autoridades de la RMP contaban con 9.000 milicianos entrenados y armados por el 14.º ejército.
A estos efectivos hay que añadir un número indeterminado de voluntarios provenientes de todas partes de la Federación de Rusia: cosacos del Don, de Kubán, de Orenburg y de Siberia se unieron a los separatistas. No hay un consenso general sobre el número de voluntarios que lucharon en el bando transnistrio ni sobre el papel militar que desempeñaron en el conflicto. Las estimaciones abarcan desde un mínimo de 200 hasta un máximo de 3.000. A estos se les suman unos 6500 elementos del 14.º ejército ruso.
Debido a su composición heterogénea, resulta difícil estimar la fuerza militar de la RMP, dato que está en disputa. Sin embargo, se suele aceptar que era tan grande, si no mayor, que la de Moldavia, como demuestra el hecho de que las fuerzas de la RMP fueron capaces de rechazar a las fuerzas moldavas en la ciudad de Bendery.
Debido a que el oficial al mando del 14.º ejército, el general G. I. Yákovlev, apoyaba abiertamente la recién creada RMP, las unidades militares de la RMP se armaron con armas tomadas de los almacenes del antiguo 14.º ejército. Las tropas rusas no se opusieron a esta práctica, al contrario, en muchos casos ayudaron a las tropas de la RMP a armarse, entregándoles armas y abriéndoles los almacenes de municiones.

## Implicación del 14.º ejército
Yákovlev, oficial al mando del 14.º ejército, permitió el rearme de las tropas de la RMP con las armas almacenadas por el 14.º ejército bajo su cargo. Yákovlev, que apoyaba abiertamente la recién creada RMP, participó eventualmente en la creación de la RMP, fue miembro del Sóviet Supremo de la misma y aceptó el cargo de presidente del Departamento de Defensa el 3 de diciembre de 1991, lo que supuso su sustitución en las fuerzas armadas rusas por el comandante en jefe de las fuerzas armadas de la Comunidad de Estados Independientes, Yevgueni Sháposhnikov.
El sucesor de Yákovlev, el general Yuri Netkachev tomó una posición mucho más neutral durante el conflicto. Sin embargo, sus intentos de mediación entre Chisináu y Tiráspol no dieron frutos y la situación escaló a un conflicto militar abierto en junio de 1992. El 23 de junio, tras una ofensiva de las fuerzas moldavas, el general Aleksandr Lébed llegó a los cuarteles del 14.º ejército con órdenes firmes de inspeccionar el ejército, impedir el robo de armamento de sus almacenes, detener el conflicto armado usando para ello todos los medios disponibles y evacuar el armamento y personal del ejército de territorio moldavo, atravesando el territorio ucraniano. Tras evaluar la situación, tomó el mando del ejército, relevando a Netkachev y ordenó a las tropas tomar parte directa en el conflicto. El 3 de julio a las 03:00, un ataque masivo de la artillería que el 14.º ejército tenía situadas en el margen izquierdo del Dniéster arrasó a las fuerzas moldavas concentradas en el bosque de Gerbovetskii, cerca de Bender, finalizando de forma efectiva la fase militar del conflicto.
Una frase atribuida a Lébed demuestra su apoyo a la causa transnistria: "Estoy orgulloso de que hayamos ayudado a Transnistria contra esos fascistas moldavos". Sin embargo, tampoco tenía un especial respeto por los líderes transnistrios, a los que frecuentemente los llamó "criminales" y "bandidos". Otra cita que se le atribuye describe su postura así: "Le he dicho a los hooligans [separatistas] de Tiráspol y a los fascistas de Chisinau; o paran de matarse entre ustedes, o voy y les disparo a todos con mis tanques."

## Conflicto militar
La fase militar del conflicto duró desde el 2 de marzo de 1992 hasta el 21 de julio de ese mismo año, desarrollándose en tres áreas a lo largo del río Dniéster. La fecha del comienzo del conflicto, 2 de marzo de 1992, fue el día que Moldavia fue admitida como miembro de las Naciones Unidas, es decir, el día que recibió el reconocimiento universal de su independencia declarada el 27 de agosto de 1991.
Previamente, ya se habían producido las primeras víctimas mortales del conflicto. El 2 de noviembre de 1990, dos meses después de la declaración de independencia de la RMP. La agencia de noticias New Region informó de que tropas moldavas habían entrado en Dubăsari con la intención de separar Transnistria en dos mitades. Fueron detenidos por los habitantes del pueblo, que habían bloqueado el puente sobre el Dniéster en la villa de Ceadîr-Lunga, cerca de Dubăsari; las fuerzas moldavas abrieron fuego en un intento de cruzar el puente. En el transcurso del enfrentamiento, tres ciudadanos de Dubăsari, Oleg Geletiuk, Vladimir Gotkas y Valerie Mitsuls, quienes resultaron muertos en el cruce de disparos entre moldavos y separatistas, resultando en el incidente heridas otras 16 personas.
Las fuerzas moldavas intentaron cruzar el puente de Lunga una segunda vez el 13 de diciembre de 1991. 27 soldados transnistrios fueron hechos prisioneros y cuatro soldados moldavos (Ghenadie Iablocikin, Gheorghe Caşu, Valentin Mereniuk y Mihai Arnăut) murieron, sin que Moldavia consiguiera cruzar el puente. Tras este segundo intento, hubo una tregua hasta el 2 de marzo de 1992, comienzo oficial de la guerra de Transnistria.

### Zona de Cocieri-Dubăsari
La primera de las zonas donde se desarrolló el conflicto militar fue en la orilla izquierda del Dniéster, en los pueblos, ordenados de norte a sur, de Molovata Nouă, Cocieri, Corjova y la ciudad de Dubăsari, que forman una zona habitada prácticamente contigua de 10-12 kilómetros de longitud a lo largo del río. La única conexión con la orilla derecha desde los pueblos es un ferry. Dubăsari cuenta con dos puentes.
El 1 de marzo de 1992, Ígor Shipcenko, el jefe de la milicia de la RMP en Dubăsari, fue asesinado por un adolescente, pero se inculpó a la policía moldava. Aunque pequeño, el incidente fue suficiente para detonar la ya tensa situación.
Como respuesta, los cosacos que habían venido de Rostov del Don a apoyar al bando transnistrio, asaltaron la comisaría de Dubăsari durante la noche. El presidente moldavo, Mircea Snegur, temeroso de que estallase un conflicto armado, ordenó a los 26 policías que se rindiesen a los cosacos. Más tarde fueron canjeados por el Teniente-General Yákovlev. Los policías moldavos del distrito de Dubăsari leales a Chisináu, en lugar de volver al trabajo en la zona ocupada de Dubăsari, se concentraron en Cocieri.
El 2 de marzo de 1992, algunos habitantes de Cocieri, tras oír las noticias sobre la situación en Dubăsari, entraron en un pequeño depósito de armas para equiparse para la lucha contra la RMP. Tres de ellos (Alexandru Luchianov de Cocieri, Alexandru Gazea de Molovata y Mihai Nour de Roghi) murieron, pero eso no evitó que los transnistrios fuesen derrotados en Cocieri. Los oficiales del ejército y sus familias fueron obligados a abandonar el pueblo. En los días siguientes, llegaron más policías por ferry provenientes de la orilla derecha del Dniéster, organizando una línea defensiva alrededor de los tres pueblos, mientras que el ejército de la RMP mantenía el control de Dubăsari. En las semanas que vinieron, tanto Moldavia como la RMP amasaron una gran cantidad de tropas en la zona, combatiendo una guerra de trincheras, con algún alto el fuego intermitente.

### Zona de Coșnița
El 13 de marzo, se produjo un desarrollo similar en la zona de los pueblos de Coșnița, Pîrîta, Pohrebea y Doroțcaia. Así, se consolidó una segunda cabeza de puente en el margen izquierdo del río, al sur de Dubăsari.[cita requerida]